# (3776) Vartiovuori
(3776) Vartiovuori ist ein Asteroid des Hauptgürtels, der am 5. April 1938 von dem finnischen Astronomen Heikki A. Alikoski in Turku entdeckt wurde.
Der Asteroid wurde nach der ehemaligen Vartiovuori-Sternwarte in Turku benannt.